# Центральная школа искусств и мануфактур
Центральная школа искусств и мануфактур (фр. École Centrale des Arts et Manufactures), известная как Центральная школа Парижа (фр. École centrale Paris) — одна из «больших школ» Франции в области науки, техники и искусства. В 2015 году объединилась с Высшей школой электричества и образовала CentraleSupélec (фр.), ставшую частью Университета Париж-Сакле.
Открыта 3 ноября 1829 года, входила в число самых престижных и избранных высших школ Франции. Основанная при становлении предпринимательских традиций во времена Промышленной революции, школа служила колыбелью для инженеров и руководителей высшего звена, которые по-прежнему составляют основную часть лидеров промышленности во Франции. С XIX века её модель образования для подготовки инженеров общего профиля вдохновила на создание нескольких технических университетов по всему миру, таких как Федеральная политехническая школа Лозанны в Швейцарии, Политехнический факультет Монса в Бельгии, а также других технических школ — членов альянса Ecole Centrales Group во Франции, Марокко, Китае и Индии.

## История
Центральная школа искусств и мануфактур основана в 1829 году как частное высшее учебное заведение Альфонсом Лавалле, юристом и известным промышленником из Нанта, вложившим большую часть своего личного состояния в её создание, вместе с тремя ведущими учёными, которые стали его партнерами: физиком Эженом Пекле, химиком Жаном-Батистом Дюма и математиком Теодором Оливье. Примечательно, что Лавалле был акционером газеты «Le Globe», которая в 1831 году стала официальным органом сенсимонизма.
Принципиальным отличием от большинства других инженерных школ, готовивших выпускников к государственной службе, была их ориентация на самостоятельную деятельность в зарождавшейся промышленности Франции. Школа должна была выпускать «врачевателей для фабрик и заводов», способных разобраться во всех производственных процессах и организовать эти процессы, в том числе и никогда ранее не встречавшиеся. Соответствующим был и её девиз: «Лидер, Предприниматель, Новатор». Для этого студентам давались фундаментальные и прикладные знания в самых различных областях технических наук и даже искусства — в частности, тут преподавали основы архитектуры.
В связи с финансовыми затруднениями в содержании Школы в 1855 году Лавалле начал переговоры о передаче её на попечение государства. Переговоры завершились подписанием Наполеоном III указа от 19 июня 1857 года, об уступке Центральной школы искусств и мануфактур государству, вступившего в силу 1 октября 1857 года. За время своего существования университет дважды менял место своего пребывания. Первым зданием, арендованным Лавалле на 20 лет, был Отель де Жуинье на улице Ториньи в 3-м округе Парижа. Сейчас в этом здании находится музей Пикассо. С 1874 года начато строительство нового здания на улице Монгольфье по проекту выпускников Школы, архитекторов Рене Демимуида (1858) и Жюля Денфера (1861), открывшегося 4 ноября 1884 года. В 1965 году заложен первый камень нового комплекса учебных зданий по проекту также её выпускника Жана Файетона (1931) в пригороде Парижа Шатне-Малабри, куда Центральная школа переехала к началу 1970-х годов.

## Некоторые известные выпускники
- Эмиль Мюлле (1844) — инженер, архитектор, скульптор, изобретатель технологии керамогранита и организатор производства керамики;
- Луи Кюршо (1849) — швейцарский инженер-связист, первый глава Международного телеграфного союза (сегодня Международный союз электросвязи);
- Гюстав Эйфель (1855) — инженер-строитель, автор Эйфелевой башни и конструкции Статуи Свободы;
- Уильям Ле Барон Дженни (1856) — американский архитектор и инженер-строитель, основатель Чикагской школы архитектуры;
- Жорж Лекланше (1860) — инженер-электротехник, изобретатель марганцево-цинковой аккумуляторной батареи;
- Эдуар Вайян (1862) — политик-социалист, один из лидеров Парижской коммуны;
- Эмиль Левассор (1864) — инженер, предприниматель, изобретатель, вместе с Рене Панаром (1864) (компания Панар-Левассор) один из создателей автомобильной промышленности;
- Андре Мишлен (1877) — инженер, предприниматель, изобретатель, один из создателей автомобильных шин, основатель компании Michelin;
- Луи Сеген (1891) — инженер, предприниматель, основатель производства авиационных двигателей Гном-Рон, впоследствии Снекма;
- Луи Блерио (1895) — инженер, лётчик, предприниматель, изобретатель моноплана и системы управления самолётом, один из создателей авиации, первым в истории преодолевший на самолёте пролив Ла-Манш;
- Арман Пежо (1895) — инженер, предприниматель, один из создателей автомобильной промышленности, основатель компании Пежо;
- Рене Лорен (1901) — инженер, изобретатель мотокомпрессорного и прямоточного воздушно-реактивного двигателей;
- Соломон Лефшец (1905) — американский математик, член Национальной академии наук США, иностранный член Лондонского королевского общества и Французской академии наук;
- Марсель Шлюмберже (1907) — инженер-геофизик, предприниматель, изобретатель метода каротажа при геологической разведке месторождений полезных ископаемых;
- Константин Владимирович Розанов (1928) — инженер, лётчик-испытатель, шеф-пилот авиастроительной компании Дассо;
- Мехди Базарган (1933) — иранский инженер-теплотехник, политик, первый премьер-министр Исламской Республики Иран;
- Борис Виан (1942) — писатель, поэт, джазовый музыкант и певец.
- Анри Гуро (1964) — математик, изобретатель алгоритма тонирования трёхмерных изображений (метод тонирования Гуро);
- Исмаил ульд Бедда ульд Шейх Сидийя —  премьер-министр Мавритании (2019).